# Bulbophyllum nutans
Bulbophyllum nutans es una especie de orquídea litófita o epifita  originaria de  	 África. 

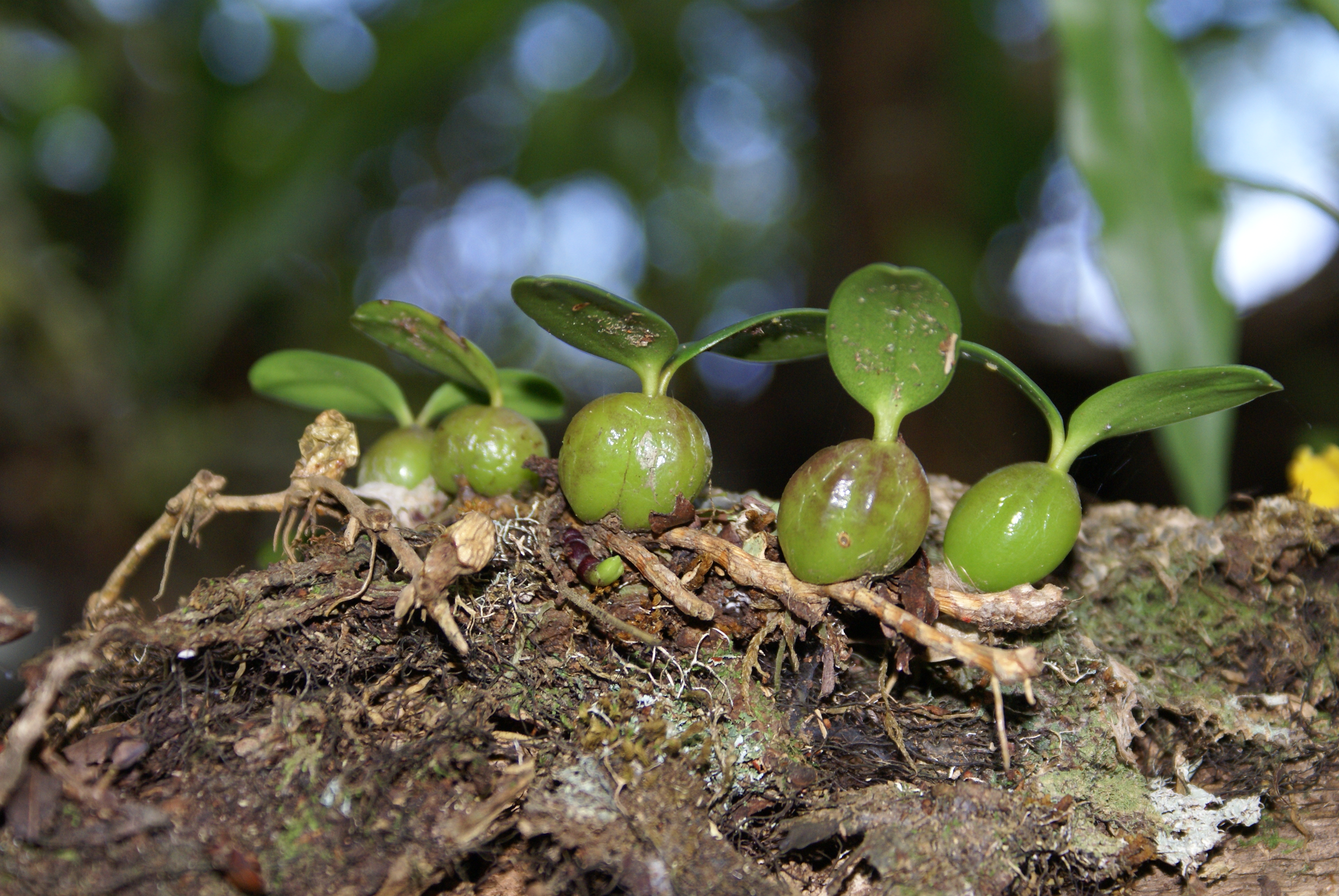
Vista de la planta

## Descripción
Es una orquídea de pequeño tamaño, con hábitos de litófita o epifita con pseudobulbos de forma ovoides,  subtetragonales envuelto basalmente por una vaina ovalada y que llevan una hoja apical, erecta, linear-ligulada, bilobulada apical. Florece desde finales de la primavera hasta el otoño en una inflorescencia basal, delgada, más larga que la hoja, con varias flores, inflorescencia con brácteas rojizas, estrechamente adpresas y brácteas florales triangulares agudas.

## Distribución y hábitat
Se encuentra en  Zanzíbar y Madagascar en los bosques húmedos en las rocas sombrías.

## Taxonomía
Bulbophyllum nutans fue descrita por Louis Marie Aubert Du Petit-Thouars y publicado en Histoire Particulière des Plantes Orchidées t. 101. 1822.
Etimología
Bulbophyllum: nombre genérico que se refiere a la forma de las hojas que es bulbosa.
nutans: epíteto latino que significa "con amplias brácteas".
Variedades aceptadas
- Bulbophyllum nutans var. variifolium (Schltr.) Bosser

Sinonimia
- Bulbophyllum andringitranum Schltr.
- Bulbophyllum chrysobulbum H.Perrier
- Bulbophyllum nutans var. nutans
- Bulbophyllum serpens Lindl.
- Bulbophyllum tsinjoarivense H.Perrier
- Cymbidium reptans Sw.
- Dendrobium reptans (Sw.) Sw.
- Phyllorchis nutans (Thouars) Kuntze
- Phyllorkis nuphyllis Thouars
- Phyllorkis nutans Thouars[4][5]